# Preben Lerdorff Rye
Preben Lerdorff Rye (* 23. Mai 1917 in Rudkøbing; † 15. Juni 1995) war ein dänischer Schauspieler.

## Leben und Karriere
Preben Lerdorff Rye wurde 1917 im Dorf Rudkøbing auf der dänischen Insel Langeland geboren. Seine Eltern waren der Maschinenverkäufer Ernst Oluf Rye und die Hausfrau Signe Voldborg Hansen. Ende der 1930er-Jahre begann Rye seine Karriere als Theaterschauspieler, zuerst zwischen 1938 und 1940 am Odense Teater. Später war er über zwei Jahrzehnte in Kopenhagen Mitglied des Dänischen Staatstheaters, ehe er ab den 1960er-Jahren wieder hauptsächlich beim Odense Teater engagiert war.
1941 machte Rye sein Filmdebüt in Tante Cramers testamente und trat in der Folgezeit in zahlreichen Filmproduktionen auf. 1943 hatte er eine große Rolle in Carl Theodor Dreyers Filmdrama Tag der Rache (1943), welches während der Hexenverbrennungen in Dänemark im 17. Jahrhundert spielt. Zwölf Jahre später stand Rye erneut für Dreyer in dessen Glaubensdrama Das Wort vor der Kamera. Darin spielte Rye einen offensichtlich Verrückten, der sich selbst für Jesus von Nazaret hält und dafür von seinen Mitmenschen verlacht wird. In den 1950er-Jahren gewann der große, in den meisten seiner Filme bärtige Darsteller zweimal den wichtigsten dänischen Filmpreis Bodil in der Kategorie Bester Hauptdarsteller: 1951 für I gabestokken und 1959 für En fremmed banker på. Ab den 1960er-Jahren stand er auch für einige Fernsehproduktionen in Dänemark vor der Kamera.
Eine späte Rolle übernahm Rye als Kapitän, der zu den Mitgliedern einer Glaubensgemeinschaft zählt, in Gabriel Axels oscarprämierten Film Babettes Fest aus dem Jahre 1987. Er übernahm ebenfalls Nebenrollen in The Element of Crime (1984) und Medea (1988), zwei Frühwerken von Lars von Trier. Preben Lerdoff Rye zog sich Ende der 1980er-Jahre von der Filmschauspielerei zurück und starb 1995 im Alter von 78 Jahren. Kurz vor seinem Tod wurde er noch für Carl Th. Dreyer – min metier, einen Dokumentarfilm über Carl Theodor Dreyer, interviewt.

## Filmografie (Auswahl)
- 1941: Tante Cramers testamente
- 1942: Entgleiste Menschen (Afsporet)
- 1943: Tag der Rache (Vredens dag)
- 1945: Rote Wiesen (De røde enge)
- 1946: Morphium (Brevet fra afdøde)
- 1950: I gabestokken
- 1953: Kriminalsagen Tove Andersen
- 1954: Kongeligt besøg
- 1955: Das Wort (Ordet)
- 1957: Sei lieb zu mir (Ingen tid til kærtegn)
- 1958: Vagabonderne paa Bakkegaarden
- 1959: Ein Fremder klopft an (En fremmed banker på)
- 1961: Hans Nielsen Hauge
- 1966: Der Bettelprinz (Der var Engang)
- 1976: Strømer
- 1977: Fiskerne (Fernsehserie, 6 Folgen)
- 1979: Rend mig i traditionerne
- 1984: The Element of Crime
- 1987: Kampen om den røde ko
- 1987: Hip hip hurra!
- 1987: Babettes Fest (Babettes gæstebud)
- 1988: Medea (Fernsehfilm)
- 1989: Christian